# Маккенродт
Маккенродт (нем. Mackenrodt) — община в Германии, в земле Рейнланд-Пфальц. 
Входит в состав района Биркенфельд. Подчиняется управлению Херрштайн.  Население составляет 429 человек (на 31 декабря 2010 года). Занимает площадь 4,90 км².